# Mare Island Naval Shipyard
Mare Island Naval Shipyard byla americká loděnice existující v letech 1854–1996 v severní části Sanfranciského zálivu, na poloostrově Mare ve městě Vallejo v Kalifornii. V roce 2002 areál zaniklé loděnice získalo město Vallejo a rozdělilo jej na menší části. Za 142 let své existence loděnice postavila více než 500 plavidel a další tisíce opravila.

## Historie

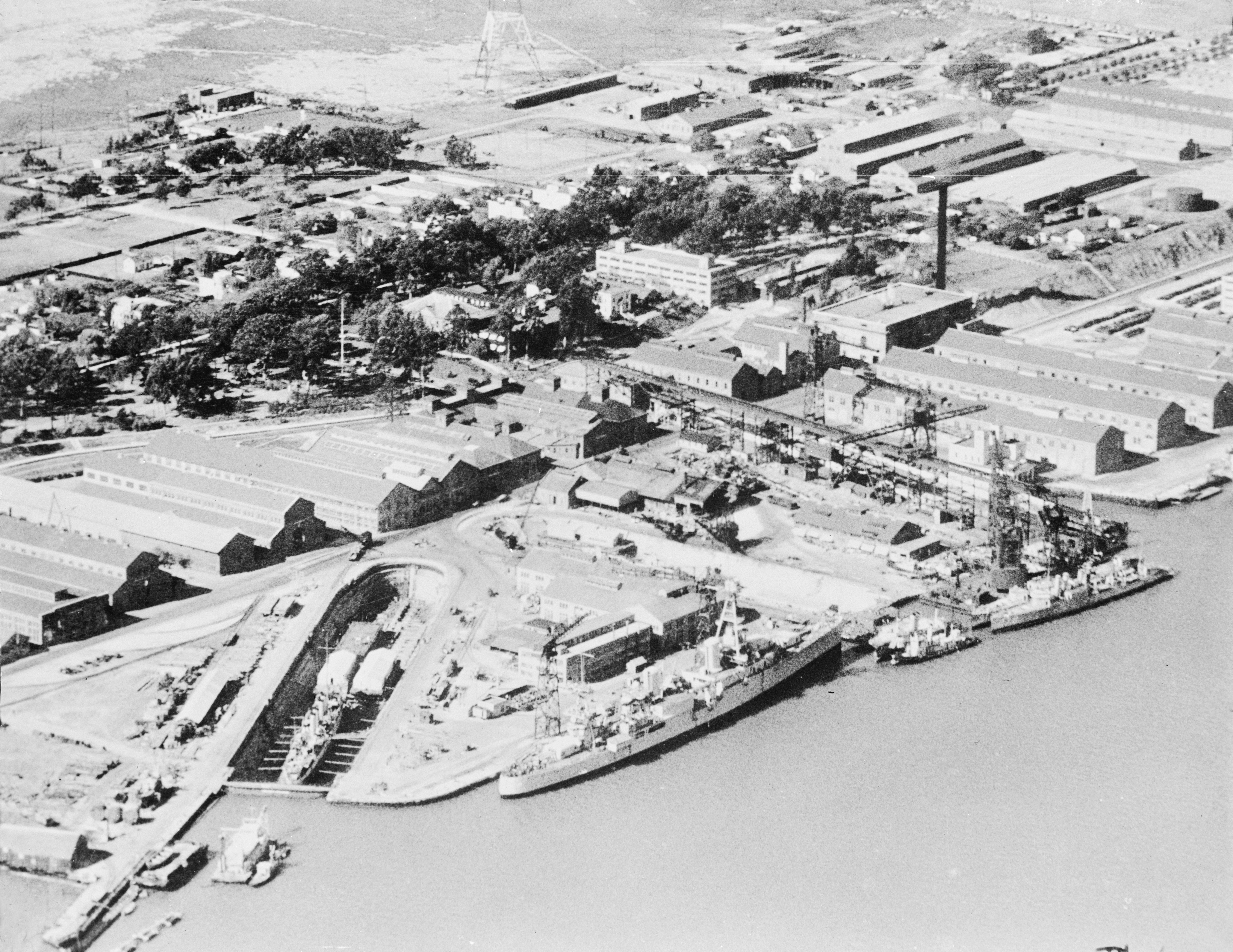
Mare Island Naval Shipyard v roce 1930. V popředí rozestavěný těžký křižník USS Chicago (CA-29)

Dne 4. ledna 1853 Mare Island koupila americká vláda za 83 491 dolarů. Dne 18. září 1854 tam byla založena loděnice Mare Island Naval Shipyard s námořní základnou, první na západním pobřeží Spojených států amerických. Měla poskytovat podporu plavidlům chránícím pacifická teritoria získaná v mexicko-americké válce. Komodor David Farragut dohlížel na vznik základny a v letech 1854–1858 jí velel. Stavba prvního plavidla byla schválena roku 1856. Byla to dělová šalupa USS Saginaw, spuštěná na vodu roku 1859. V první letech loděnice opravovala i plavidla anglická, francouzská, ruská a dalších států. Za americké občanské války (1861–1865) loděnice opravovala plavidla Pacifické eskadry.
V letech 1872–1891 byl v loděnici postaven suchý dok. Dne 6. října 1901 byla dokončena kaple sv. Petra. Roku 1910 loděnice vyrobila přistávací plošinu, která byla instalována na zadní dělovou věž pancéřového křižníku USS Pennsylvania (ACR-4). Dne 18. ledna 1911 tak mohl Eugene Burton Ely s letounem Curtiss uskutečnit vůbec první přistání letadla na palubu lodě. Roku 1912 loděnice spustila na vodu nákladní loď pro přepravu uhlí USS Jupiter (AC-3), která byla později přestavěna na první americkou letadlovou loď USS Langley (CV-1).
Za první světové války a v letech bezprostředně po ní se Mare Island Naval Shipyard stala významnou americkou loděnicí. Roku 1917 dokončila svůj první torpédoborec USS Shaw (DD-68). Celkem dodala patnáct prvoválečných torpédoborců, přičemž USS Ward na vodu spuštěn v rekordních sedmnácti a půl dnech od založení kýlu. Tento rekord zůstal nepřekonán. V roce 1919 navíc loděnice spustila na vodu bitevní loď USS California (BB-44), první superdreadnought a zároveň největší válečnou loď postavenou na západním pobřeží. Zároveň to ale byla její jediná dokončená bitevní loď, neboť stavba dalšího superdreadnoughtu USS Montana (BB-51) byla roku 1922 zrušena. V roce 1930 loděnice dokončila svou první ponorku USS V-6 (třída Narwhal), později přejmenovanou na Nautilus. Ve 30. letech mimo jiné postavila těžké křižníky USS San Francisco (CA-38) a USS Chicago (CA-29).
Za druhé světové války se Mare Island Naval Shipyard stala jednou z největších světových loděnic. Rozrostla se na 996 budov, dvacet lodních kotvišť, čtyři suché doky a dvě lodní cesty. Pracovalo tam více než 39 000 civilistů a další tisíce vojáků. Za války loděnice postavila 391 plavidel a dalších 1227 opravila. Nadto dohlížela na činnost dalších 28 soukromých loděnic v oblasti Sanfranciského zálivu. Konec války znamenal útlum činnosti loděnice a snížení počtu pracovníků na předválečnou úroveň (cca 12 00 osob).
Dne 30. listopadu 1945 byl areál na poloostrově Mare Island rozdělen na námořní základnu (U.S. Naval Base, San Francisco) a loděnici (U.S. Naval Shipyard, Mare Island). V roce 1954 námořnictvo oznámilo, že loděnice se v dalších letech zaměří na stavbu a údržbu jaderných ponorek. V roce 1958 dokončila svou první jadernou ponorku USS Sargo (SSN-583). Byla to zároveň první jaderná ponorka postavená na západním pobřeží Spojených států amerických. V dalších letech loděnice postavila sérii útočných a raketonosných ponorek několika tříd. Celkem jich bylo sedmnáct. Potřeba velkého množství specialistů si vynutila založení specializovaného školícího střediska Nuclear Power School v roce 1959. V roce 1965 byly základna i loděnice sloučeny do jednoho velitelství San Francisco Bay Naval Shipyard. V roce 1970 byla v loděnici spuštěna poslední jaderná ponorka USS Drum (SSN-677). Poté loděnice přestala stavět jaderné ponorky, ale dále prováděla jejich údržbu, generální opravy a výměnu paliva. Mare Island zároveň byla i hlavní americká ponorková základna na západním pobřeží.
V roce 1993 bylo navrženo uzavření zařízení Mare Island Naval Shipyard. Dne 31. března 1996 zařízení svou činnost skončilo. Na konci své existence loděnice zaměstnávala 7500 osob. Celkem přitom postavila 513 plavidel. V roce 2002 areál o rozloze 2000 akrů získalo město Vallejo. Loděnice má statut národní historické památky a je přístupná veřejnosti. Památkou je i roku 1854 založený hřbitov Mare Island Naval Cemetery, nejstarší americký vojenský hřbitov na západním pobřeží. Pohřbeno na něm je 860 vojáků, včetně tří držitelů Medaile cti (James Cooney, Alexander Parker, William Halford).

## Plavidla (výběr)

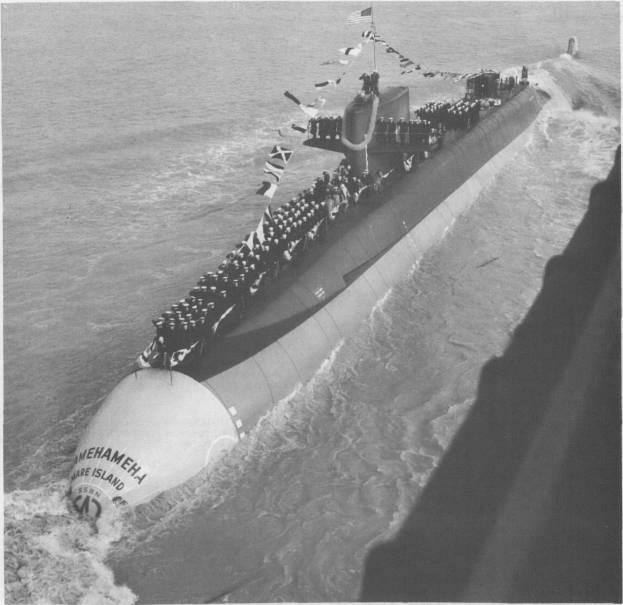
USS Kamehameha (SSBN-642)

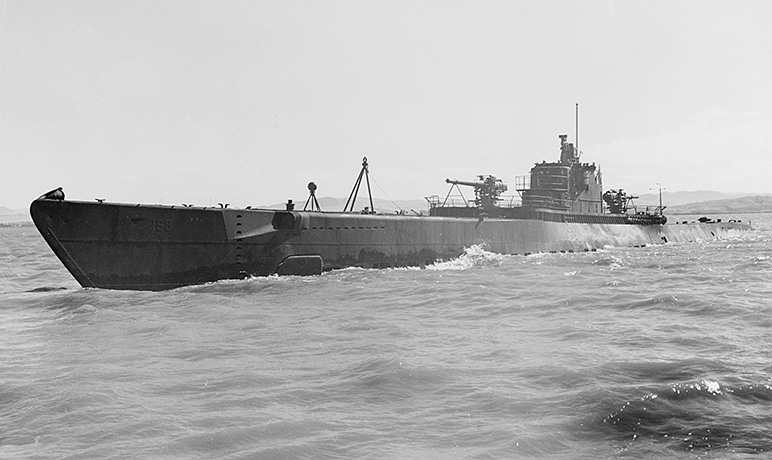
USS Nautilus (SS-168)

### Jaderné ponorky
- Třída Benjamin Franklin (2 ks) – raketonosná
- Třída James Madison (2 ks) – raketonosná
- Třída Lafayette (2 ks) – raketonosná
- Třída George Washington (1 ks) – raketonosná

- Třída Sturgeon (5 ks) – útočná
- Třída Thresher (2 ks) – útočná
- Třída Skate (1 ks)

- USS Halibut (SSGN-587) – nosič letounových střel

### Diesel-elektrické ponorky
- Třída Grayback (1 ks) – nosič letounových střel
- Třída Barracuda (2 ks)
- Třída Balao (10 ks)
- Třída Gato (10 ks)
- Třída Sargo (1 ks)
- Třída Salmon (1 ks)
- Třída Porpoise (1 ks)
- Třída Tambor (2 ks)
- Třída Narwhal (1 ks)

### Bitevní lodě

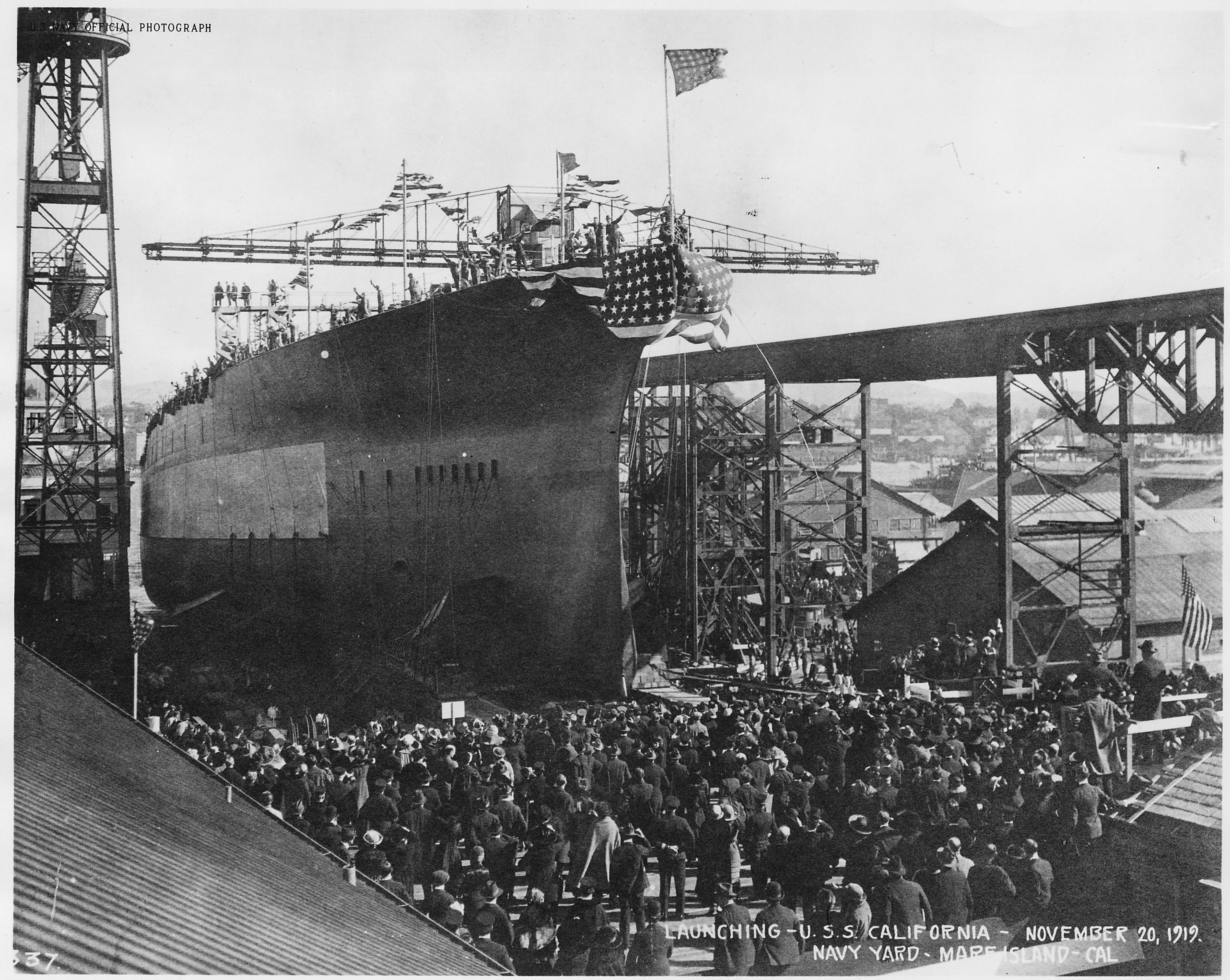
Spuštění bitevní lodě USS California (BB-44)

- Třída South Dakota
  - USS Montana (BB-51)

- Třída Tennessee
  - USS California (BB-44)

### Křižníky
- Třída Leahy (1 ks)
- Třída New Orleans (1 ks)
- Třída Northampton (1 ks)

### Torpédoborce
- Třída Farragut (1 ks)

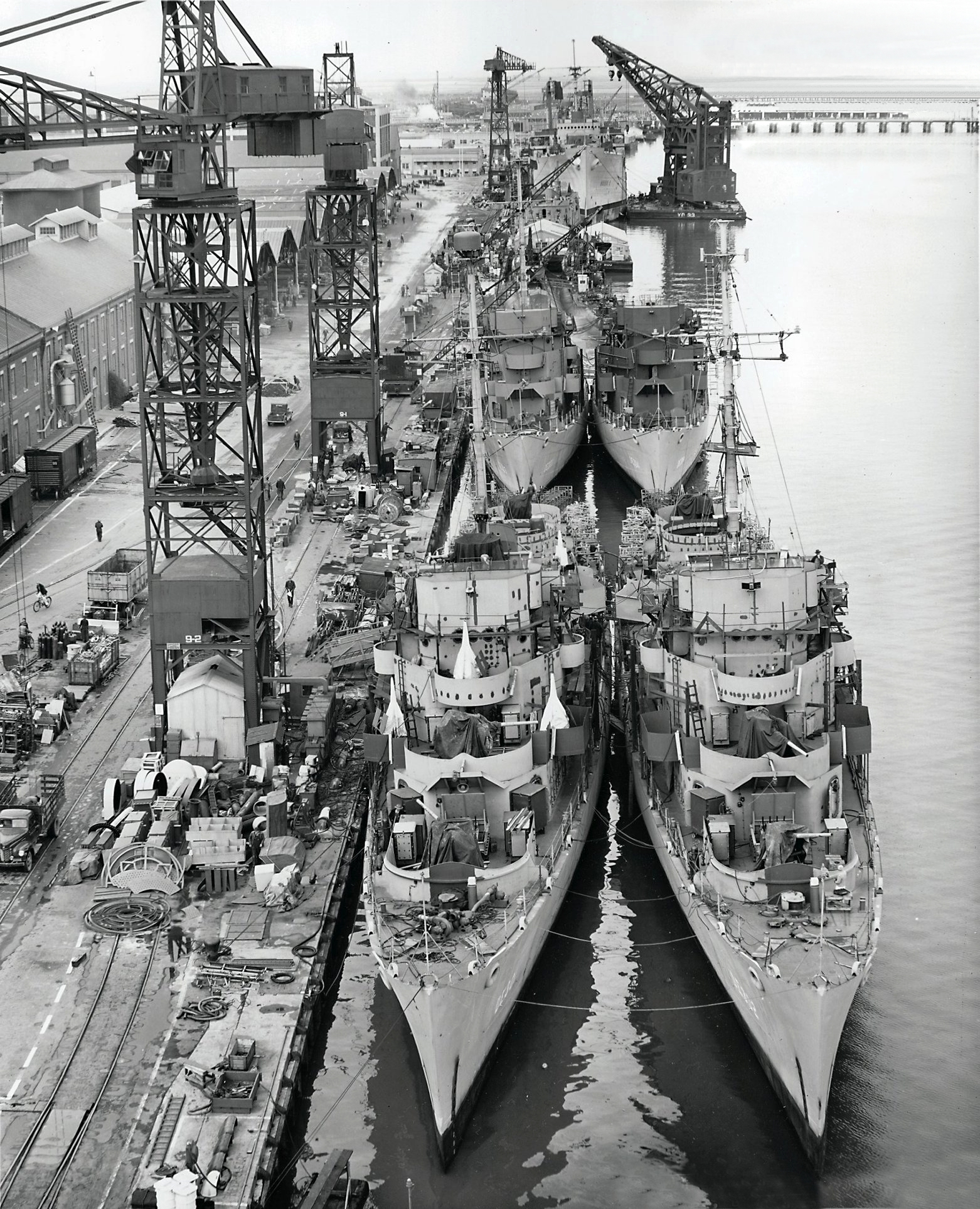
Vystrojování eskortních torpédoborců třídy Evarts USS Lake (DE-301), USS Lyman (DE-302), USS Crowley (DE-303) a USS Rall (DE-304) v roce 1944

- Třída Evarts (31 ks) – eskortní torpédoborec
- Třída Bagley (1 ks)
- Třída Mahan (2 ks)
- Třída Clemson (6 ks)
- Třída Wickes (8 ks)
- Třída Caldwell (1 ks)
- Třída Sampson (1 ks)

### Ostatní

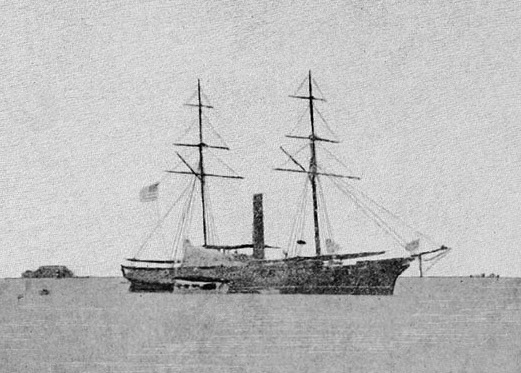
USS Saginaw bylo první plavidlo postavené loděnicí Mare Island

- Třída Fulton (5 ks) – mateřská loď ponorek
- Třída Shenandoah (1 ks) – mateřská loď torpédoborců
- Třída LCT(6) (216 ks) – tankový vyloďovací člun
- Třída Adjutant (Bluebird) (2 ks) – minolovky
- Třída SC-1 (15 ks) – stíhače ponorek
- Třída Kanawha (3 ks) – zásobovací tankery
- USS Palos (PG-16) a USS Monocacy (PG-20) – říční dělové čluny
- USS Mohican – dělová šalupa
- USS Saginaw – dělová šalupa